# Metalimnobia (Tricholimonia) sparsisetosa
Metalimnobia (Tricholimonia) sparsisetosa is een tweevleugelige uit de familie steltmuggen (Limoniidae). De soort komt voor in het Afrotropisch gebied.